# Aimery de Châlus
Pour les articles homonymes, voir Chalus.
Aimery de Châlus, est un personnage de fiction créé en 2005 par Jean-Paul Arif. Retravaillé par Joslan F. Keller, il est repris, depuis 2011, par les différents auteurs de la série Via Temporis.

## Biographie
Né à Paris, en 1215, Aymery est présenté comme étant le fils d’un négociant en vin. Il fait des études religieuses, côtoie Robert de Sorbon, puis occupe une chaire de théologie à la Sorbonne, à sa création en 1257. Il en est toujours doyen des professeurs en 2011.
Doté de l’immortalité, il rencontre de nombreux personnages célèbres ou appartenant à l’histoire, dont le cardinal de Richelieu, Ignace de Loyola, Saint-Vincent de Paul, Dante, Marco Polo, Napoléon Bonaparte, Ampère, Balzac, Jean Calvin, Marie Curie, Pierre de Coubertin, ou Jean-Luc Godard…
Aimery rencontre également Saint-Louis, peut-être en 1244 lors de sa réception par le dominicain, Géraud de Frachet au château de Châlus, alors que le roi se rendait en pèlerinage à Rocamadour.

## Personnages ayant inspiré sa création
Selon Joslan F. Keller, Aimery de Châlus lui aurait été inspiré par le personnage joué par Sean Connery dans Le Nom de la Rose, c'est-à-dire Guillaume de Baskerville, autre personnage de fiction, créé par Umberto Eco.
La référence à Sean Connery est à mettre en perspective avec le rôle de cet acteur dans le film La Rose et la Flèche (1976). Sean Connery y figure Robin des bois et accompagne Richard Cœur de Lion venu assiéger Châlus.
Par ailleurs, Châlus est la ville natale d’Aymery de Châlus, légat pontifical de Clément VI, dont le prénom s’orthographie avec deux ‘’y’’. Aymery de Châlus est né vers 1275, Aimery de Châlus en 1215. Tous deux sont des ecclésiastiques, l’un étant cardinal, l’autre moine.

## Première apparition
Aimery de Châlus apparait la première fois en 2005, dans un jeu multimédia géospatial, alliant chasse au trésor, énigmes historiques et promenades dans Paris. Le jeu se compose d’un livret ou DVD, d’un plan, d’un livret historique de visite sur site et de vingt-cinq question à résoudre par SMS.

## Nom patronymique
En 2005, lors de son invention, Aimery est nommé « de Chalus », sans accent circonflexe, ce qui laissait un doute sur sa ville éponyme.
Par la suite, sauf erreurs ou exceptions liées à une règle typographique, son nom s’écrit « de Châlus », reprenant l’orthographe de sa ville d’origine, Châlus, située en Limousin et connue pour être le lieu où est mort Richard Cœur de Lion en 1199.

## Aspect physique
Aimery est présenté sous les traits d’un vieillard, plutôt mince, grand pour un homme né au XIIe siècle (1,74 m). Portant la barbe, il a les cheveux blancs et longs, le haut du crâne dégarni, et les yeux gris.

## Profil culturel
Aimery parle un ancien français, maîtrise le grec et le latin et possède de bonnes notions de langues orientales (hébreu et copte).
Dans Opération Marie-Antoinette, le premier épisode de la série Via Temporis, on apprend qu’il a été l'ami de Confucius, et qu’il parle couramment chinois.
Dans le troisième épisode, Tous les chemins mènent vraiment à Rome, Aimery révèle sa maîtrise du portugais et de l'italien.

## Sources et références
1. ↑  Histoire de Châlus et sa région - Paul Patier - 1968 - ré-édité en 1993 dans la collection " Monographie des villes et villages de France" -  (ISSN 0993-7129)
2. ↑  « celui qui a inspiré Aimery de Châlus », sur le site officiel des éditions Scrinéo jeunesse, 2011 (consulté le 27 avril 2011)
3. ↑  
« Geospatial air du temps », sur le site Géospatial et fiction, 11 mars 2005 (consulté le 26 avril 2011)
4. ↑  
« l’univers fantastique de Aimery de Châlus », sur le site du jeu Via Temporis, 2009 (consulté le 28 avril 2011)